# Leichtathletik-Europameisterschaften 1986/Speerwurf der Frauen

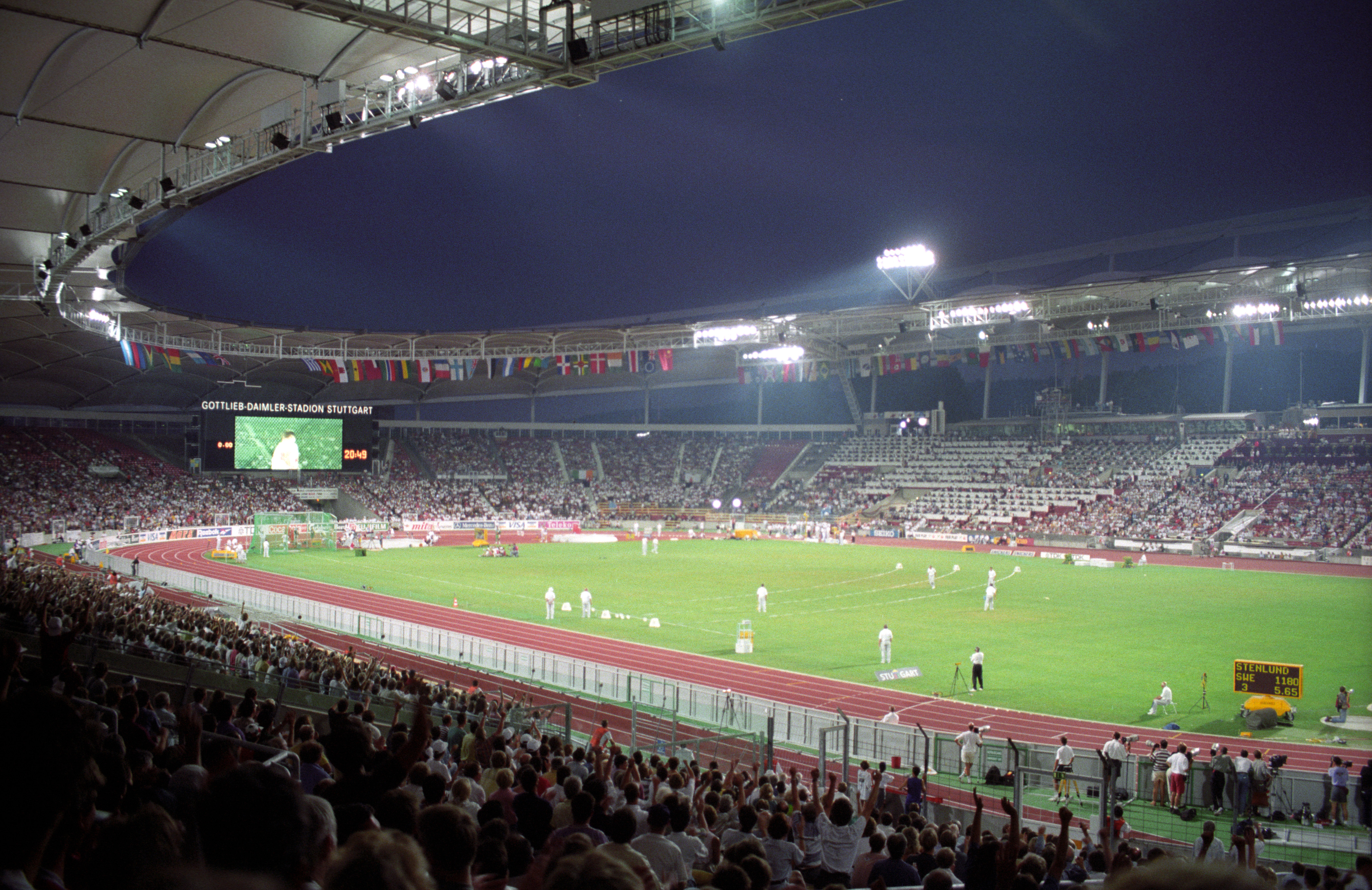
Das Stuttgarter Neckarstadion (heute MHPArena) bei den Leichtathletik-Weltmeisterschaften 1993

Der Speerwurf der Frauen bei den Leichtathletik-Europameisterschaften 1986 wurde am 28. und 29. August 1986 im Stuttgarter Neckarstadion ausgetragen.
Europameisterin wurde die britische Vizeweltmeisterin von 1983 und Olympiadritte von 1984 Fatima Whitbread. In der Qualifikation stellte sie einen neuen Weltrekord auf, hinter dem sie mit ihrer Siegesweite im Finale nur wenig zurückblieb. Rang zwei belegte die bisherige Weltrekordinhaberin Petra Felke aus der DDR. Bronze ging an die bundesdeutsche Werferin Beate Peters.

## Rekorde

### Bestehende Rekorde
| Weltrekord           | 75,40 m | Petra Felke  | Schwerin, DDR (heute Deutschland) | 4. Juni 1985      |
| Europarekord         | 75,40 m | Petra Felke  | Schwerin, DDR (heute Deutschland) | 4. Juni 1985      |
| Meisterschaftsrekord | 70,02 m | Anna Verouli | EM Athen, Griechenland            | 9. September 1982 |

### Rekordverbesserung
Die britische Europameisterin Fatima Whitbread verbesserte den bestehenden EM-Rekord in der Qualifikation am 28. August um 7,42 m auf 77,44 m. Mit dieser Weite erzielte sie gleichzeitig einen neuen Weltrekord. Bei ihrem Sieg m Finale am 29. August blieb Fatima Whitbread mit 76,32 m nur wenig hinter ihrem neuen Rekord zurück.

## Legende
Kurze Übersicht zur Bedeutung der Symbolik – so üblicherweise auch in sonstigen Veröffentlichungen verwendet:
| WR | Weltrekord |

## Qualifikation
28. August 1986, 9:30 Uhr
Zwanzig Wettbewerberinnen traten in zwei Gruppen zur Qualifikationsrunde an. Zehn von ihnen (hellblau unterlegt) übertrafen die Qualifikationsweite für den direkten Finaleinzug von 60,00 m. Damit war die Mindestzahl von zwölf Finalteilnehmerinnen nicht erreicht. Das Finalfeld wurde mit den beiden nächstplatzierten Sportlerinnen (hellgrün unterlegt) auf zwölf Werferinnen aufgefüllt. So mussten schließlich 59,60 m für die Finalteilnahme erbracht werden.

### Gruppe A
| Platz | Name                   | Nation         | Weite (m) |
| ----- | ---------------------- | -------------- | --------- |
| 1     | Fatima Whitbread       | Großbritannien | 77,44 WR  |
| 2     | Tiina Lillak           | Finnland       | 67,72     |
| 3     | Ingrid Thyssen         | BR Deutschland | 65,58     |
| 4     | Natallja Jermalowitsch | Sowjetunion    | 64,52     |
| 5     | Anna Verouli           | Griechenland   | 62,66     |
| 6     | Dénise Thiemard        | Schweiz        | 59,60     |
| 7     | Zsuzsa Malovecz        | Ungarn         | 56,44     |
| 8     | Danica Živanov         | Ungarn         | 54,70     |
| 9     | Simone Frandsen        | Dänemark       | 53,70     |
| 10    | Natividad Viczaino     | Spanien        | 47,76     |

### Gruppe B
| Platz | Name                   | Nation         | Weite (m) |
| ----- | ---------------------- | -------------- | --------- |
| 1     | Petra Felke            | DDR            | 72,62     |
| 2     | Beate Peters           | BR Deutschland | 66,12     |
| 3     | Manuela Alizadeh       | BR Deutschland | 62,50     |
| 4     | Iryna Kostjutschenkowa | Sowjetunion    | 60,64     |
| 5     | Genowefa Olejarz       | Polen          | 60,16     |
| 6     | Trine Solberg          | Norwegen       | 59,66     |
| 7     | Karen Hough            | Großbritannien | 59,40     |
| 8     | Elisabet Nagy          | Schweden       | 59,28     |
| 9     | Tuula Laaksalo         | Finnland       | 58,86     |
| 10    | Iris Grönfeldt         | Island         | 51,08     |

## Finale

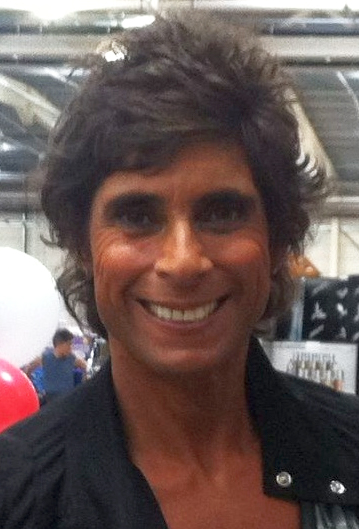
Fatima Whitbread, Europameisterin mit Weltrekord in der Qualifikation, war als amtierende Vizeweltmeisterin und Olympiadritte von 1984 angetreten – 1987 wurde sie Weltmeisterin, 1988 errang sie Olympiasilber
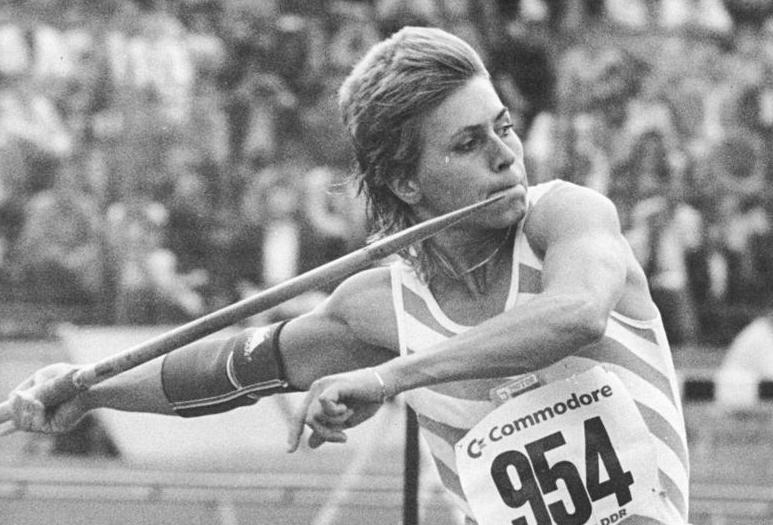
Vizeeuropameisterin Petra Felke errang ihren ersten großen internationalen Erfolg – 1987 wurde sie Vizeweltmeisterin, 1988 gab es Olympiagold, 1990 EM-Bronze und 1991 WM-Silber

29. August 1986
| Platz | Name                   | Nation         | Weite (m) |
| ----- | ---------------------- | -------------- | --------- |
| 1     | Fatima Whitbread       | Großbritannien | 76,32     |
| 2     | Petra Felke            | DDR            | 72,52     |
| 3     | Beate Peters           | BR Deutschland | 68,04     |
| 4     | Tiina Lillak           | Finnland       | 66,66     |
| 5     | Genowefa Olejarz       | Polen          | 63,34     |
| 6     | Natallja Jermalowitsch | Sowjetunion    | 62,84     |
| 7     | Ingrid Thyssen         | BR Deutschland | 62,42     |
| 8     | Iryna Kostjutschenkowa | Sowjetunion    | 61,40     |
| 9     | Trine Solberg          | Norwegen       | 59,52     |
| 10    | Anna Verouli           | Griechenland   | 57,06     |
| 11    | Manuela Alizadeh       | BR Deutschland | 56,20     |
| 12    | Dénise Thiemard        | Schweiz        | 55,32     |

Europameisterin Fatima Whitbread erzielte im Finale folgende Versuchsserie:

66,66 m – x – 71,94 m – 72,68 m – x – 76,32 m

## Videolinks
- 1986 European Championships – Women's javelin throw, www.youtube.com, abgerufen am 19. Dezember 2022
- Fatima Whitbread Javelin Gold Medal at European Championships in 1986, www.youtube.com, abgerufen am 19. Dezember 2022
- Petra Felke (East Germany) javelin 72.52 meters (silver medal) 1986 European Championships, www.youtube.com, abgerufen am 19. Dezember 2022